# Spray (banda)
Spray foi uma banda de rock brasileira, formada na cidade de São Paulo-SP em 1983.
A banda foi formada em 1983, mesmo ano em que assinou com a gravadora Fermata, lançando o seu primeiro disco, um compacto simples com a música Tic Tic Nervoso, que no ano seguinte estouraria em todas as rádios nacionais interpretada pela banda Banda Magazine.
Ainda em 1983, lançou o seu único LP "Misturando tudo", também pelo selo Fermata. Logo depois o grupo encerrou a carreira.

## Integrantes
- Tuckley - voz e guitarra
- Marinho - guitarra
- Celso - baixo
- Vigna - bateria

## Discografia
- 1983 - Tic Tic Nervoso (Compacto Simples, Fermata)
- 1983 - Misturando tudo (LP, Fermata)